# Petrichus junior
Petrichus junior är en spindelart som först beskrevs av Hercule Nicolet 1849.  Petrichus junior ingår i släktet Petrichus och familjen snabblöparspindlar. Inga underarter finns listade i Catalogue of Life.